# Alcacim ibne Harune Arraxide
Alcacim ibne Harune Arraxide (Al-Qasim ibn Harun al-Rashid) foi o terceiro filho do califa abássida Harune Arraxide (r. 786–809), e por um tempo o terceiro na linha sucessória para o trono abássida.

## Vida
Alcacim foi o terceiro filho de Harune, nascido duma concubina escrava chamada Cacife. Sucaina (Sukaynah), filha mais velha de Harune, foi também irmã completa de Alcacim. Em sua juventude, Alcacim foi colocado sob a tutoria do general influente Abedal Maleque ibne Sale. Graças a influência de Abedal Maleque com Harune, Alcacim foi nomeado como terceiro na linha sucessória em 802 ou 803, logo depois dos chamados "documentos mecanos" que estabeleciam a precedência na sucessão para os irmãos mais velhos Maomé (califa Alamim, r. 809–813) e Abedalá (califa Almamune, r. 813–833). Nesta ocasião, Alcacim também recebeu o epíteto honorífico (lacabe) Almutamim ("o Confiável"), mas Harune também estipulou que Abedalá poderia, uma vez califa, alterar a sucessão em favor de seus próprios filhos. Além disso, Harune confiou a Alcacim o comando das províncias fronteiriças com o Império Bizantino (o Tugur Alauacim), com sua sede em Mambije.
Nesta capacidade, em julho-agosto de 803, Alcacim liderou um raide na Ásia Menor bizantina. Sitiou a fortaleza estratégica de Coro, enquanto seu tenente Alabas ibne Jafar ibne Maomé ibne Alaxate foi enviado para sitiar outra fortaleza, conhecida pelos árabes como Sinam. Os bizantinos, contudo, ofereceram a libertação de 320 prisioneiros muçulmanos se partissem, e ele concordou. Em fevereiro de 808, quando Harune partiu de sua residência em Raca para sua segunda expedição no Coração, deixou Alcacim para trás como seu representante em Raca, com Cuzaima ibne Cazim como seu conselheiro.
Após a morte de Harune e a ascensão de Alamim em 809, Alcacim foi confirmado em sua posição como governador de Alauacim e do Junde de Quinacerim, mas foi aparentemente removido de seu governo da Jazira (Mesopotâmia Superior), onde Cuzaima ibne Cazim foi nomeado. Posteriormente, em 810, Alcacim foi removido por Amim de todos os seus governos em favor de Cuzaima, e levado vivo sob estrita supervisão para Bagdá. Amim logo depois proibiu sua menção nas orações, junto com Abedalá Almamune, que havia se erguido em revolta no Coração. Na guerra civil que se seguiu, Mamum foi triunfante, derrotando e matando seu irmão Amim em 813. Imediatamente depois, Alcacim foi formalmente deposto de sua posição como sucessor.